# Boletus barrowsii
Espèce
Boletus barowsii, le Bolet de Barrow ou Roi des bolets blancs (en anglais : the white king bolete), est une espèce de champignons basidiomycètes, excellent comestible, du genre Boletus dans la famille des Boletaceae. Comme Boletus persoonii en Europe, lui aussi parfaitement blanc, il a longtemps été considéré comme une variété, avant d'être reconnu comme une espèce à part entière lors des analyses phylogénétiques du groupe des edulis sensu lato.

## Description du sporophore

### Hyménophore
Le chapeau est de 6 à 25 cm de diamètre, initialement de forme convexe, avant de s'aplatir en vieillissant. 

### Cuticule
La surface est lisse ou légèrement tomenteuse, la couleur de la cuticule est gris-blanc, blanc ou chamois.

### Chair
La chair épaisse est blanche et ne bleuit pas quand on l'écrase.

### Hyménium
Les pores sont d'abord blanchâtres, puis jaunes. 

### Stipe
Le stipe est ventru blanc avec un motif réticulé brun, et peut atteindre 6 à 20 cm de hauteur avec un diamètre apical de 2–6 cm. 

### Sporée
L'impression de spores est brun olive, les spores sont elliptiques à fusiformes.

## Répartition
Il forme des mycorhizes avec Pinus ponderosa et Quercus agrifolia sur la côte ouest de l'Amérique du Nord. Il est abondant dans les parties les plus chaudes de son aire de répartition, à savoir l'Arizona et le Nouveau-Mexique, mais on le trouve aussi dans le Colorado et à l'ouest en Californie. Il a été récolté également dans les contreforts de San Marcos dans le comté de Santa Barbara.

## Saison
Ce champignon pousse à la fin de l'été, d'août à mi-septembre

## Comestibilité
Ce champignon est un excellent comestible, même cru. Il est malheureusement souvent véreux.

## Confusion possible
- Boletus satanas présente la même couleur de cuticule